# Bellancourt
Bellancourt és un municipi francès situat al departament del Somme i a la regió dels Alts de França. L'any 2007 tenia 497 habitants.

## Demografia

### Població
El 2007 la població de fet de Bellancourt era de 497 persones. Hi havia 194 famílies de les quals 36 eren unipersonals (20 homes vivint sols i 16 dones vivint soles), 79 parelles sense fills i 79 parelles amb fills.
La població ha evolucionat segons el següent gràfic:
Habitants censats

### Habitatges
El 2007 hi havia 204 habitatges, 193 eren l'habitatge principal de la família, 6 eren segones residències i 6 estaven desocupats. 201 eren cases i 2 eren apartaments. Dels 193 habitatges principals, 172 estaven ocupats pels seus propietaris, 13 estaven llogats i ocupats pels llogaters i 8 estaven cedits a títol gratuït; 4 tenien una cambra, 3 en tenien dues, 8 en tenien tres, 45 en tenien quatre i 133 en tenien cinc o més. 166 habitatges disposaven pel capbaix d'una plaça de pàrquing. A 65 habitatges hi havia un automòbil i a 116 n'hi havia dos o més.

### Piràmide de població
La piràmide de població per edats i sexe el 2009 era:
| Homes | Edats   | Dones |
| ----- | ------- | ----- |
| 0     | 95 o +  | 0     |
| 0     | 90 a 94 | 0     |
| 0     | 85 a 89 | 0     |
| 4     | 80 a 84 | 0     |
| 4     | 75 a 79 | 8     |
| 8     | 70 a 74 | 12    |
| 12    | 65 a 69 | 0     |
| 4     | 60 a 64 | 8     |
| 12    | 55 a 59 | 12    |
| 24    | 50 a 54 | 8     |
| 16    | 45 a 49 | 32    |
| 28    | 40 a 44 | 16    |
| 4     | 35 a 39 | 16    |
| 16    | 30 a 34 | 16    |
| 8     | 25 a 29 | 12    |
| 16    | 20 a 24 | 16    |
| 20    | 15 a 19 | 8     |
| 12    | 10 a 14 | 16    |
| 8     | 5 a 9   | 8     |
| 16    | 0 a 4   | 12    |

## Economia
El 2007 la població en edat de treballar era de 357 persones, 273 eren actives i 84 eren inactives. De les 273 persones actives 259 estaven ocupades (139 homes i 120 dones) i 15 estaven aturades (10 homes i 5 dones). De les 84 persones inactives 39 estaven jubilades, 19 estaven estudiant i 26 estaven classificades com a «altres inactius».

### Ingressos
El 2009 a Bellancourt hi havia 206 unitats fiscals que integraven 515 persones, la mediana anual d'ingressos fiscals per persona era de 21.462 €.

### Activitats econòmiques
Dels 7 establiments que hi havia el 2007, 3 eren d'empreses de fabricació d'altres productes industrials, 2 d'empreses de comerç i reparació d'automòbils, 1 d'una empresa d'hostatgeria i restauració i 1 d'una empresa de serveis.
Dels 3 establiments de servei als particulars que hi havia el 2009, 1 era un taller de reparació d'automòbils i de material agrícola, 1 electricista i 1 restaurant.
L'any 2000 a Bellancourt hi havia 7 explotacions agrícoles.

## Equipaments sanitaris i escolars
El 2009 hi havia una escola elemental.

## Poblacions més properes
El següent diagrama mostra les poblacions més properes.